# Debbie Armstrong
Debbie Armstrong, född 6 december 1963 i Salem, Oregon, är en amerikansk före detta alpin skidåkare.
Armstrong blev olympisk mästare i storslalom vid vinterspelen 1984 i Sarajevo.